# ハウサ諸王国

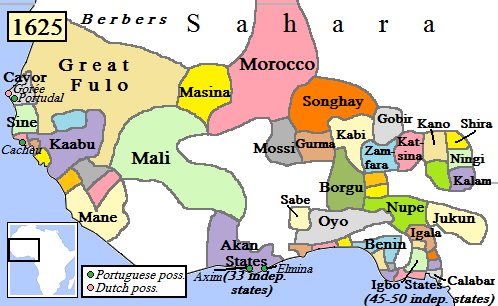
1625年の西アフリカ

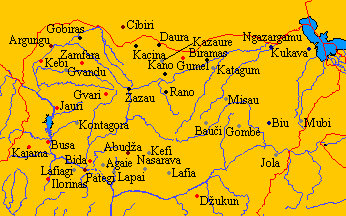
ハウサランドの主要都市。赤線は現在の国境。

ハウサ諸王国は、ハウサランド（21世紀現在のニジェール南部からナイジェリア北部のサバンナ地域）に13世紀から19世紀まで存在したハウサ人の都市国家群の総称。
19世紀に書かれた『カノ年代記』によると、14世紀後半になって西方のマンデ系の商人からイスラームが伝えられ、城壁に囲まれた都市を核とする国家群を構成するようになったという。19世紀にソコト帝国の傘下に入り、フルベ人の支配を受けた。

## 歴史

### 建国神話
ナイジェリア北部に住むハウサ人が、14世紀ごろまでに都市国家群を建設した。『カノ年代記』によれば、以下のような建国神話が知られている。
ハウサ人の伝承によれば、バグダードの王子バヤジダ（ハウサ語: Bàyā̀jiddà）が旅に出て西方へ向かい、カネム・ボルヌ帝国に至ったという。彼はニジェール川に向かって進み、ダウラ王国のダウラマ（Magajiya Daurama）という女王と結婚した。
二人の間に生まれた子どもを祖とする7つの王国（Hausa Bakwai, ハウサ・バグワイ）が建てられた。
- ダウラ王国（英語版）
- カノ王国（英語版）
- カツィナ王国（ドイツ語版）
- ザリア
- ゴビール
- ラノ（英語版）
- ビラム（英語版）

また、バヤジダと妾の間に生まれた子どもを祖とする次の7つの王国（バンザ・バグワイ）も建てられたという。
- ザムファラ
- ケッビ首長国（英語版）
- ヤーウリー首長国（英語版）
- グワウリー
- クワララファ（英語版）（ジュクン）
- ヌペ王国（英語版）
- イロリン首長国（英語版））

イロリン首長国とヌペ王国とは、それぞれ、ヨルバ人とヌペ人の国であり、他民族の国家ではあったものの、ハウサ人と近縁があるとされ、広義のハウサ諸国として扱われた。

### 繁栄
ハウサ諸王国は西のソンガイ帝国と東のカネム・ボルヌ帝国との間で合従連衡を繰り返しながら、サハラ交易に従事し、強力な騎兵隊を擁して両国と対抗した。
14世紀ごろにはザリアが、15世紀にはケッビが強力になり、ケッビの王は16世紀初頭、ハウサ諸王国の長としてカンタの名を称した。しかし17世紀初頭にはゴビールの王が反乱を起こしてその覇権は崩壊し、以後は再び諸国分立の状態に戻った。
また、16世紀（1520年前後）にはアスキア・ムハンマド大王が差し向けたソンガイ帝国の軍の侵入を受けた。しかしソンガイが1592年に滅亡すると、西からの圧迫を受けなくなったハウサ諸王国は勢力を大きく伸張させた。

### 滅亡
1804年、ゴビールの聖職者でフラニ人のウスマン・ダン・フォディオがジハードを宣し（en:Fula jihads）、ハウサ諸王国に宣戦。5年間の戦い（フラニ戦争, 1804年 – 1808年）の後、1809年にハウサ諸王国はウスマンの建国したソコト帝国によって征服され、フルベ人の支配下に入った。ソコト帝国は二重構造の形態をとった。ハウサ諸王国は首長国となり、各首長はフルベ人のシャイフにより任命されるようになった。
ハウサ諸王国の故地はほぼすべてソコト帝国に征服されたものの、カツィナ王国やゴビール、ケッビ首長国など一部の国はソコトの影響の範囲外の地域に逃れ、そこで再興してソコトと対立を続けた。

## 文化
ハウサ諸国は城壁に囲まれた都市を中心に、綿やソルガムの畑に囲まれた都市国家だった。ソンガイの滅亡によってサハラ交易のメインルートがハウサ諸王国を通るようになったため、中継貿易によって富が蓄積された。11世紀ごろにはすでにハウサ人はイスラム教を受け入れており、モスクなども盛んに建てられた。
19世紀、ハウサ諸王国滅亡後に、アラビア語で『カノ年代記』が書かれた。これはハウサ諸王国のひとつ・カノ王国の歴史をまとめたもので、フラニ戦争（en:Fula jihads、フラニの聖戦）によって古記録の消失してしまったハウサ諸王国の歴史を伝える貴重な史料となっている。